# Floorplanning
Floorplanning (englisch für Grundrissplanung) bezeichnet ein Optimierungsproblem, bei dem Funktionsgruppen oder Bauteile in einem System so anzuordnen sind, dass sich möglichst kurze Verbindungs-, Transport- oder Signalwege ergeben.
Eine große Rolle spielt Floorplanning heute bei der Layouterstellung im Chipentwurf, wo einzeln zu entwerfende Teilschaltungen innerhalb einer Gesamtschaltung anzuordnen sind.

## Beschreibung
Das Optimierungsziel beim Floorplanning ist die Minimierung der Verbindungs-, Transport- oder Signalwege, meist um die Geschwindigkeit oder Größe einer elektronischen Schaltung zu optimieren. Beispiele sind
- Anordnung der Schaltungsblöcke auf einer Leiterplatte
- Anordnung von Teilschaltungen in einem integrierten Schaltkreis
- Aufstellung der Maschinen in einer Fabrikhalle für einen Produktionsablauf (ursprüngliche Herkunft des Begriffes)
- Platzierung der Regale und der Waren auf den Regalen in einer Verkaufsstelle.

Da viele dieser Teilaufgaben NP-vollständig sind und eine große Lösungsmenge haben, ist die Berechnung optimaler Lösungen in angemessener Zeit nicht möglich. Daher werden Approximationsalgorithmen und Heuristiken verwendet. Zudem gibt es vielversprechende Ansätze, die Floorplanning auf Basis von künstlicher Intelligenz erledigen können.

## Floorplanning beim Chipentwurf
Nach Verhaltens- und Strukturentwurf leiten Partitionierung und Floorplanning die Layoutsynthese beim Chipentwurf ein. Die Aufgabe des Floorplanning besteht darin, das Ergebnis der Schaltungspartitionierung so aufzubereiten, dass jeder dabei erstellte Block intern platziert und verdrahtet werden kann.
Damit sind die drei wesentlichen Ziele beim Floorplanning das Festlegen
1. der Formen
2. der Anordnung der Schaltungsblöcke (Planung der Blockformen und -positionen) sowie
3. der Signalbelegung der externen I/O-Anschlüsse (Pinzuordnung bzw. Pin Assignment).[3]